# Elecciones al Parlamento de Cataluña de 1988
El domingo 29 de mayo de 1988 tuvieron lugar las terceras elecciones al Parlamento de Cataluña tras la instauración de la democracia en España, y el restablecimiento de la Generalidad de Cataluña en 1977. Fueron convocadas a votar 4.564.389 personas mayores de 18 años y con derecho a voto en Cataluña. Las elecciones sirvieron para escoger a los 135 parlamentarios de la tercera legislatura democrática. Acudieron a votar 2.709.685 personas, lo que dio una participación del 59,37 por ciento, tres puntos por debajo de la participación de cuatro años antes. 
Las elecciones no fueron anticipadas, completándose en su totalidad la legislatura.
El partido más votado fue, por tercera vez consecutiva, Convergència i Unió que, con 1.232.514 votos (un 45,72 por ciento), obtuvo 69 escaños, 3 menos que en las anteriores elecciones, pero 27 más que la segunda fuerza política, el Partit dels Socialistes de Catalunya, lo que volvió a dar a CiU la mayoría absoluta.
Tras la formación del Parlamento de Cataluña, el candidato de Convergència i Unió, Jordi Pujol, fue investido Presidente de la Generalidad de Cataluña, por tercera vez consecutiva.

## Resultados
| ← Elecciones al Parlamento de Cataluña de 1988 → |                                                            |                          |           |       |         |      |
| Presidente y gobierno | Partido                                                    | Candidato                | Votos     | %     | Escaños | +/-  |
| - Presidente: Jordi Pujol - Gobierno: CiU - Censo: 4.564.389 - Votantes: 2.709.685 (59,37%) - Abstención: 1.854.704 (40,63%) - Válidos: 2.695.935 (99,49%) - A candidatura: 2.678.989 (98,87%) - Escaños: 135 | Convergència i Unió (CiU)                                  | Jordi Pujol              | 1.232.514 | 46,01 | 69a     | -3   |
| - Presidente: Jordi Pujol - Gobierno: CiU - Censo: 4.564.389 - Votantes: 2.709.685 (59,37%) - Abstención: 1.854.704 (40,63%) - Válidos: 2.695.935 (99,49%) - A candidatura: 2.678.989 (98,87%) - Escaños: 135 | Partit dels Socialistes de Catalunya (PSC-PSOE)            | Raimon Obiols            | 802.828   | 29,78 | 42      | +1   |
| - Presidente: Jordi Pujol - Gobierno: CiU - Censo: 4.564.389 - Votantes: 2.709.685 (59,37%) - Abstención: 1.854.704 (40,63%) - Válidos: 2.695.935 (99,49%) - A candidatura: 2.678.989 (98,87%) - Escaños: 135 | Iniciativa per Catalunya (IC)                              | Rafael Ribó              | 209.211   | 7,76  | 9b      | +3 c |
| - Presidente: Jordi Pujol - Gobierno: CiU - Censo: 4.564.389 - Votantes: 2.709.685 (59,37%) - Abstención: 1.854.704 (40,63%) - Válidos: 2.695.935 (99,49%) - A candidatura: 2.678.989 (98,87%) - Escaños: 135 | Federación de Alianza Popular (AP)                         | Jorge Fernández Díaz     | 143.241   | 5,31  | 6       | -5   |
| - Presidente: Jordi Pujol - Gobierno: CiU - Censo: 4.564.389 - Votantes: 2.709.685 (59,37%) - Abstención: 1.854.704 (40,63%) - Válidos: 2.695.935 (99,49%) - A candidatura: 2.678.989 (98,87%) - Escaños: 135 | Esquerra Republicana de Catalunya (ERC)                    | Joan Hortalà             | 111.647   | 4,14  | 6       | +1   |
| - Presidente: Jordi Pujol - Gobierno: CiU - Censo: 4.564.389 - Votantes: 2.709.685 (59,37%) - Abstención: 1.854.704 (40,63%) - Válidos: 2.695.935 (99,49%) - A candidatura: 2.678.989 (98,87%) - Escaños: 135 | Centre Democràtic i Social (CDS)                           | Antoni Fernández Teixidó | 103.351   | 3,86  | 3       | +3   |
| - Presidente: Jordi Pujol - Gobierno: CiU - Censo: 4.564.389 - Votantes: 2.709.685 (59,37%) - Abstención: 1.854.704 (40,63%) - Válidos: 2.695.935 (99,49%) - A candidatura: 2.678.989 (98,87%) - Escaños: 135 | Alternativa Verda-Moviment Ecologista de Catalunya (AVMEC) | Pompeu Vidal             | 16.346    | 0,61  | 0       |      |
| - Presidente: Jordi Pujol - Gobierno: CiU - Censo: 4.564.389 - Votantes: 2.709.685 (59,37%) - Abstención: 1.854.704 (40,63%) - Válidos: 2.695.935 (99,49%) - A candidatura: 2.678.989 (98,87%) - Escaños: 135 | Els Verds Ecologistes (EVE)                                | Susana Alonso Cuevillas  | 8.730     | 0,33  | 0       |      |
| - Presidente: Jordi Pujol - Gobierno: CiU - Censo: 4.564.389 - Votantes: 2.709.685 (59,37%) - Abstención: 1.854.704 (40,63%) - Válidos: 2.695.935 (99,49%) - A candidatura: 2.678.989 (98,87%) - Escaños: 135 | Els Verds (LV)                                             | José Ligero              | 8.105     | 0,30  | 0       |      |
| - Presidente: Jordi Pujol - Gobierno: CiU - Censo: 4.564.389 - Votantes: 2.709.685 (59,37%) - Abstención: 1.854.704 (40,63%) - Válidos: 2.695.935 (99,49%) - A candidatura: 2.678.989 (98,87%) - Escaños: 135 | Partit Ecologista Catalunya (PEC)                          |                          | 5.927     | 0,22  | 0       |      |
| - Presidente: Jordi Pujol - Gobierno: CiU - Censo: 4.564.389 - Votantes: 2.709.685 (59,37%) - Abstención: 1.854.704 (40,63%) - Válidos: 2.695.935 (99,49%) - A candidatura: 2.678.989 (98,87%) - Escaños: 135 | Partido Andaluz de Catalunya (PAC)                         |                          | 5.815     | 0,22  | 0       |      |
| - Presidente: Jordi Pujol - Gobierno: CiU - Censo: 4.564.389 - Votantes: 2.709.685 (59,37%) - Abstención: 1.854.704 (40,63%) - Válidos: 2.695.935 (99,49%) - A candidatura: 2.678.989 (98,87%) - Escaños: 135 | Partido Socialista de los Trabajadores (PST)               |                          | 5.794     | 0,22  | 0       |      |
| - Presidente: Jordi Pujol - Gobierno: CiU - Censo: 4.564.389 - Votantes: 2.709.685 (59,37%) - Abstención: 1.854.704 (40,63%) - Válidos: 2.695.935 (99,49%) - A candidatura: 2.678.989 (98,87%) - Escaños: 135 | Partit Socialdemòcrata de Catalunya (PSDC)                 |                          | 5.156     | 0,19  | 0       |      |
| - Presidente: Jordi Pujol - Gobierno: CiU - Censo: 4.564.389 - Votantes: 2.709.685 (59,37%) - Abstención: 1.854.704 (40,63%) - Válidos: 2.695.935 (99,49%) - A candidatura: 2.678.989 (98,87%) - Escaños: 135 | Juntas Españolas (JJEE)                                    |                          | 4.524     | 0,17  | 0       |      |
| - Presidente: Jordi Pujol - Gobierno: CiU - Censo: 4.564.389 - Votantes: 2.709.685 (59,37%) - Abstención: 1.854.704 (40,63%) - Válidos: 2.695.935 (99,49%) - A candidatura: 2.678.989 (98,87%) - Escaños: 135 | Unificació Comunista d'Espanya (UCE)                       |                          | 3.358     | 0,13  | 0       |      |
| - Presidente: Jordi Pujol - Gobierno: CiU - Censo: 4.564.389 - Votantes: 2.709.685 (59,37%) - Abstención: 1.854.704 (40,63%) - Válidos: 2.695.935 (99,49%) - A candidatura: 2.678.989 (98,87%) - Escaños: 135 | Partit dels Obrers Revolucionaris (PORE)                   |                          | 2.727     | 0,10  | 0       |      |
| - Presidente: Jordi Pujol - Gobierno: CiU - Censo: 4.564.389 - Votantes: 2.709.685 (59,37%) - Abstención: 1.854.704 (40,63%) - Válidos: 2.695.935 (99,49%) - A candidatura: 2.678.989 (98,87%) - Escaños: 135 | Liga Obrera Comunista (LOC)                                |                          | 2.228     | 0,08  | 0       |      |
| - Presidente: Jordi Pujol - Gobierno: CiU - Censo: 4.564.389 - Votantes: 2.709.685 (59,37%) - Abstención: 1.854.704 (40,63%) - Válidos: 2.695.935 (99,49%) - A candidatura: 2.678.989 (98,87%) - Escaños: 135 | Falange Española de las JONS (FE JONS)                     |                          | 2.202     | 0,08  | 0       |      |
| - Presidente: Jordi Pujol - Gobierno: CiU - Censo: 4.564.389 - Votantes: 2.709.685 (59,37%) - Abstención: 1.854.704 (40,63%) - Válidos: 2.695.935 (99,49%) - A candidatura: 2.678.989 (98,87%) - Escaños: 135 | Partit Humanista de Catalunya (PHC)                        |                          | 2.195     | 0,08  | 0       |      |
| - Presidente: Jordi Pujol - Gobierno: CiU - Censo: 4.564.389 - Votantes: 2.709.685 (59,37%) - Abstención: 1.854.704 (40,63%) - Válidos: 2.695.935 (99,49%) - A candidatura: 2.678.989 (98,87%) - Escaños: 135 | Aliança per la República (AR)                              |                          | 1.119     | 0,04  | 0       |      |
| - Presidente: Jordi Pujol - Gobierno: CiU - Censo: 4.564.389 - Votantes: 2.709.685 (59,37%) - Abstención: 1.854.704 (40,63%) - Válidos: 2.695.935 (99,49%) - A candidatura: 2.678.989 (98,87%) - Escaños: 135 | Unitat Popular Republicana (UPR)                           |                          | 1.066     | 0,04  | 0       |      |
| - Presidente: Jordi Pujol - Gobierno: CiU - Censo: 4.564.389 - Votantes: 2.709.685 (59,37%) - Abstención: 1.854.704 (40,63%) - Válidos: 2.695.935 (99,49%) - A candidatura: 2.678.989 (98,87%) - Escaños: 135 | Unidad Centrista Catalana (PED)                            |                          | 905       | 0,03  | 0       |      |
| - Presidente: Jordi Pujol - Gobierno: CiU - Censo: 4.564.389 - Votantes: 2.709.685 (59,37%) - Abstención: 1.854.704 (40,63%) - Válidos: 2.695.935 (99,49%) - A candidatura: 2.678.989 (98,87%) - Escaños: 135 | En blanco                                                  |                          | 16.946    | 0,63  | N/A     | N/A  |
| - Presidente: Jordi Pujol - Gobierno: CiU - Censo: 4.564.389 - Votantes: 2.709.685 (59,37%) - Abstención: 1.854.704 (40,63%) - Válidos: 2.695.935 (99,49%) - A candidatura: 2.678.989 (98,87%) - Escaños: 135 | Nulos                                                      |                          | 13.750    | 0,51  | N/A     | N/A  |

a De ellos 54 de CDC y 15 de UDC.

b De ellos 6 del PSUC, 2 del PCC y 1 de ENE.

c Respecto al PSUC en 1984.

## Investidura del presidente de la Generalidad
La votación de investidura del presidente de la Generalidad en el Parlament tuvo el siguiente resultado:
| Candidato                                | Fecha                                                    | Voto       |    |    |   |   |   |   | Total  |
| ---------------------------------------- | -------------------------------------------------------- | ---------- | -- | -- | - | - | - | - | ------ |
| Jordi Pujol (CiU)                        | 22 de junio de 1988 Mayoría requerida: Absoluta (68/135) | Sí         | 69 |    |   |   |   |   | 69/135 |
| Jordi Pujol (CiU)                        | 22 de junio de 1988 Mayoría requerida: Absoluta (68/135) | No         |    | 41 | 9 |   | 6 |   | 56/135 |
| Jordi Pujol (CiU)                        | 22 de junio de 1988 Mayoría requerida: Absoluta (68/135) | Abstención |    |    |   | 6 |   | 3 | 9/135  |
| Faltó a la votación un diputado del PSC. |                                                          |            |    |    |   |   |   |   |        |